# Mylodon darwini
El milodón (Mylodon darwini) es una especie extinta de mamífero placentario del orden Pilosa. Estaba emparentado con los actuales perezosos, aunque era de mucho mayor tamaño. El milodón habitó principalmente la zona sur de Sudamérica, más precisamente en las zonas patagónicas del sur de Argentina y el sur de Chile.

## Características

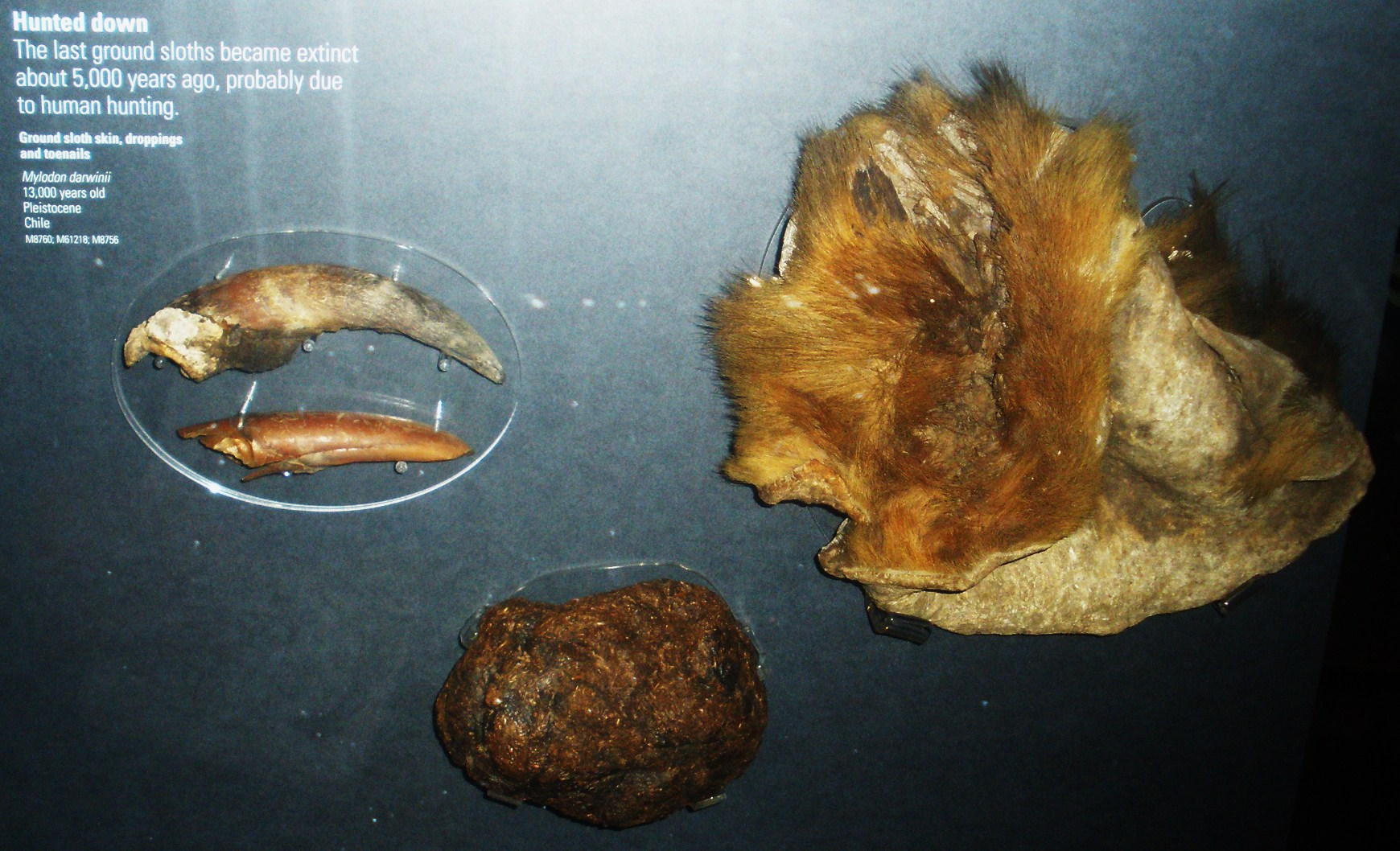
Uñas del dedo del pie, el estiércol y la piel de Mylodon en el Museo de Historia Natural de Londres

El milodón pertenece al mismo grupo que los armadillos, los osos hormigueros y los perezoso actuales (Xenarthra). Podía por momentos erguirse en forma bípeda. Se calcula que medía aproximadamente 2,5 m a la cruz, y pesaba unas 3 toneladas. Su piel era extremadamente dura, compuesta por diminutos huesos u osteodermos y muy tupida, lo cual la hacía muy resistente a los ataques de otros animales. Su dieta era herbívora.
Su hábitat se estableció en las laderas boscosas de los cerros patagónicos, aunque también de manera aislada se han encontrado restos en el norte de Chile, cerca de Los Vilos.

## Taxonomía
En el género Mylodon es característica la prolongación dorsal —a nivel del premaxilar— formando un arco prenasal el cual se une a los nasales, los cuales son notablemente convexos. 4/4 es su fórmula dentaria.
No existe consenso entre los investigadores sobre el número de taxones válidos para este género. Se han incluido en él las siguientes especies:
- Mylodon darwini Owen, 1839. Registrado en la región Pampeana, en la Argentina.
- Mylodon listai Ameghino. Algo menor en tamaño que el anterior; registrado en la región Patagónica esteparia de la Argentina y sectores similares en Chile.
- Mylodon insigne Kraglievich. Registrado en la región Pampeana, en la Argentina.

Esteban, en 1996, considera que las características de todas ellas entran en la variación intraespecífica esperable, por lo que lo trata como un género monotípico: Mylodon darwini Owen, 1839.

## Descubrimiento

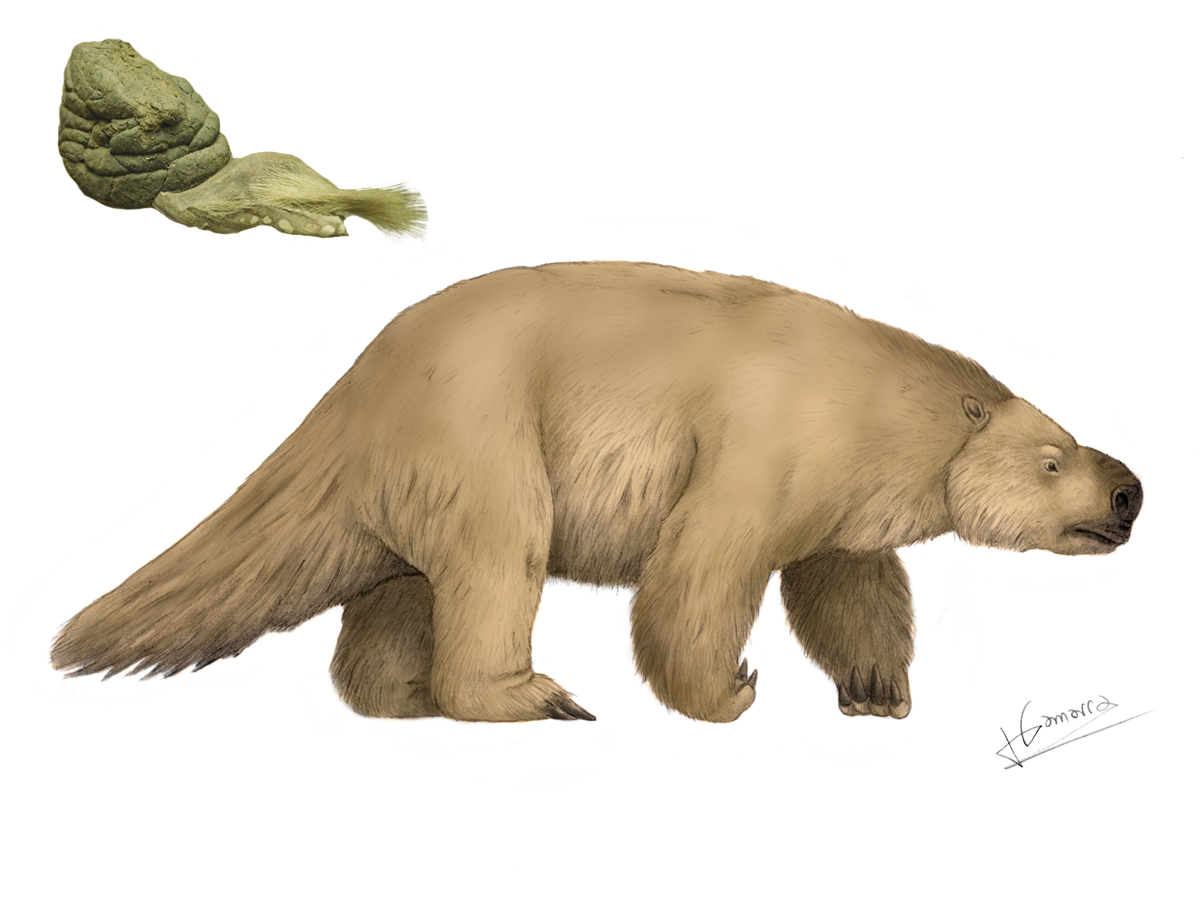
Dibujo de un milodón

En varios sitios se han encontrado restos de piel y coprolitos en tan buen estado de conservación que quienes los descubrieron pensaron en su momento que se podía tratar de los restos de un animal viviente en vez de un animal extinto. El nombre Mylodon fue dado por Richard Owen sobre la base de un maxilar inferior casi completo con molares incluidos, el cual había sido encontrado por Charles Darwin en una formación de conglomerado rocoso en Bahía Blanca, el 22 de septiembre de 1832 durante el Segundo viaje del HMS Beagle. El nombre deriva de los términos griegos mylos (moler) y odon (diente), lo que hace referencia a los molares.
En 1896, en la provincia de Última Esperanza (Región de Magallanes, Chile), durante una expedición de reconocimiento, el colono alemán Hermann Eberhard junto a un grupo de trabajadores, descubrió restos de piel y huesos en excelente estado de conservación en el interior de una cueva, que bautizaron con el nombre de Gruta Eberhard, hoy conocida como cueva del Milodón. El trozo de piel tenía alrededor de un metro cuadrado de superficie y fue trasladado a la estancia de Puerto Consuelo, donde era exhibido como una rareza, ya que la piel presentaba osteodermos. Eberhard obsequiaba a los visitantes ocasionales con un pequeño trozo de la piel del animal. Uno de estos visitantes, el geólogo y geógrafo sueco Otto Nordenskjöld, tomó un trozo y solicitó permiso para realizar más excavaciones en la cueva encontrando más piel y unas costillas. A su regreso a su país, difundió la noticia del hallazgo de restos de un animal, que él pensaba que pertenecía el género Glossotherium, tanto en Argentina, como en Europa, lo que provocó el despertar de la comunidad científica y de los cazadores de tesoros, entre ellos del británico Hesketh Prichard quien, financiado por el periódico The Sun, emprendiera una búsqueda de un milodón vivo. Una vez que se desarrolló la técnica del fechado por radiocarbono 14, se logró determinar que los restos encontrados en la cueva del milodón tendrían más de 10 000 años de antigüedad.

## Extinción
El milodón se extinguió hace unos 10 000 años. No se sabe exactamente cuál fue la razón de dicho suceso.
Existen cuatro teorías al respecto:[cita requerida]
- Un importante cambio climático que provocó que la vegetación de la cual se alimentaba, cambiara, afectando así su recurso alimentario.
- Algunos autores se inclinan por la teoría de que pudo ser cazado hasta su extinción por los primeros hombres que llegaron a América del Sur, provenientes del norte.
- La actividad volcánica de la época pudo influir en la desaparición de esta especie.
- La conjunción de los tres factores mencionados anteriormente.

## Restos
Se han encontrado pieles, huesos y coprolitos de los mismos. El Museo de La Plata de la Provincia de Buenos Aires, Argentina, tiene en exhibición una piel en perfecto estado.

Los restos de milodón encontrados en Chile por arqueólogos franceses entre 1950 y 1962 estuvieron por casi 60 años en el Museo de Avalon en Francia. En 2007 fueron repatriados a Chile. Anteriormente, en 1896, el ovejero Von Heinz había encontrado trozos de piel y huesos en una cueva (actualmente llamada Monumento Natural Cueva del Milodón). Erróneamente, los restos fueron identificados como partes de un Neomilodon listai. Los restos de tejidos blandos de Mylodon llevaron a que se realizaran una serie de expediciones a principios del siglo XX para encontrar a un ejemplar vivo.

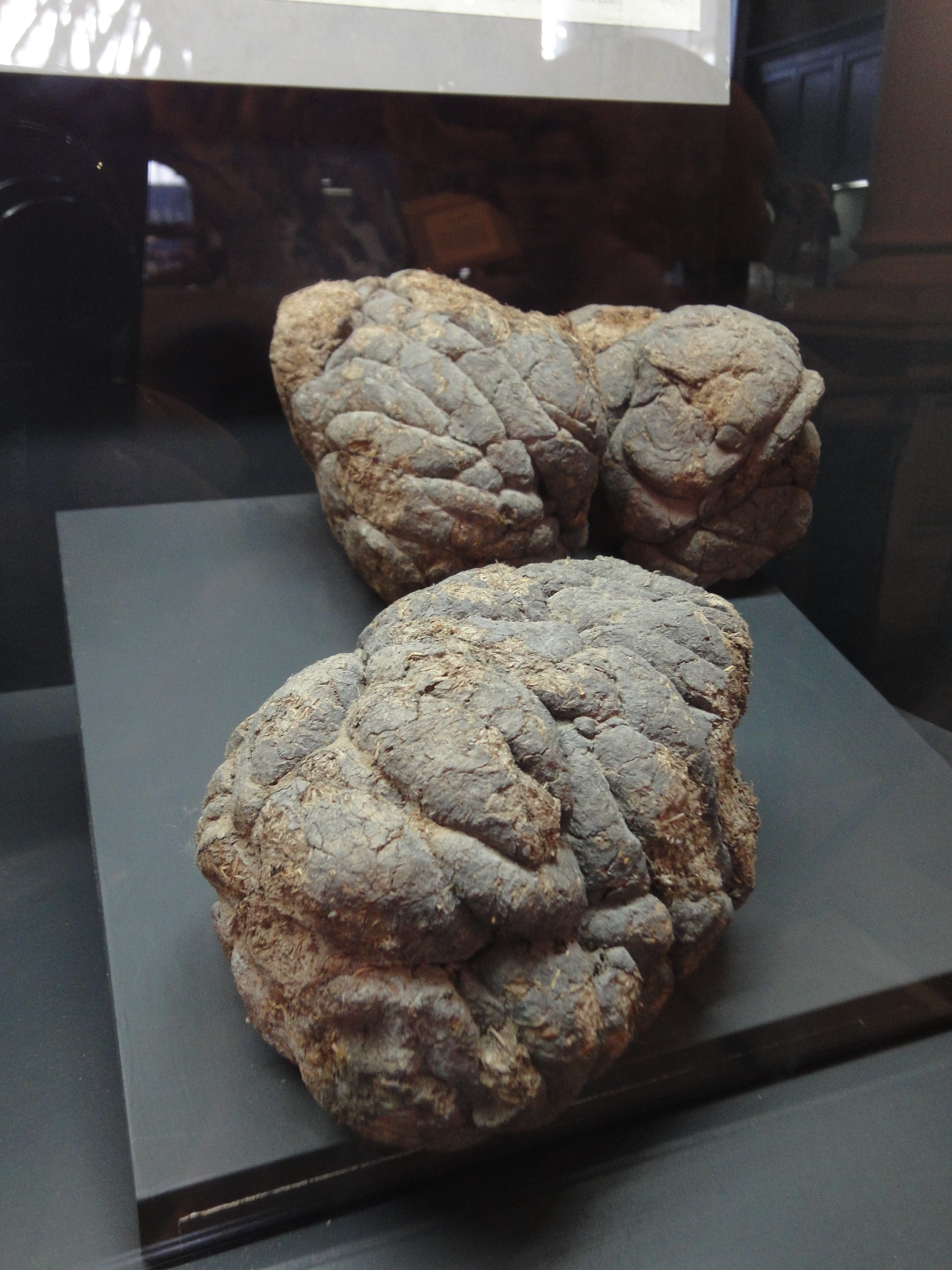
Heces de Mylodon en exposición en el Museo de La Plata
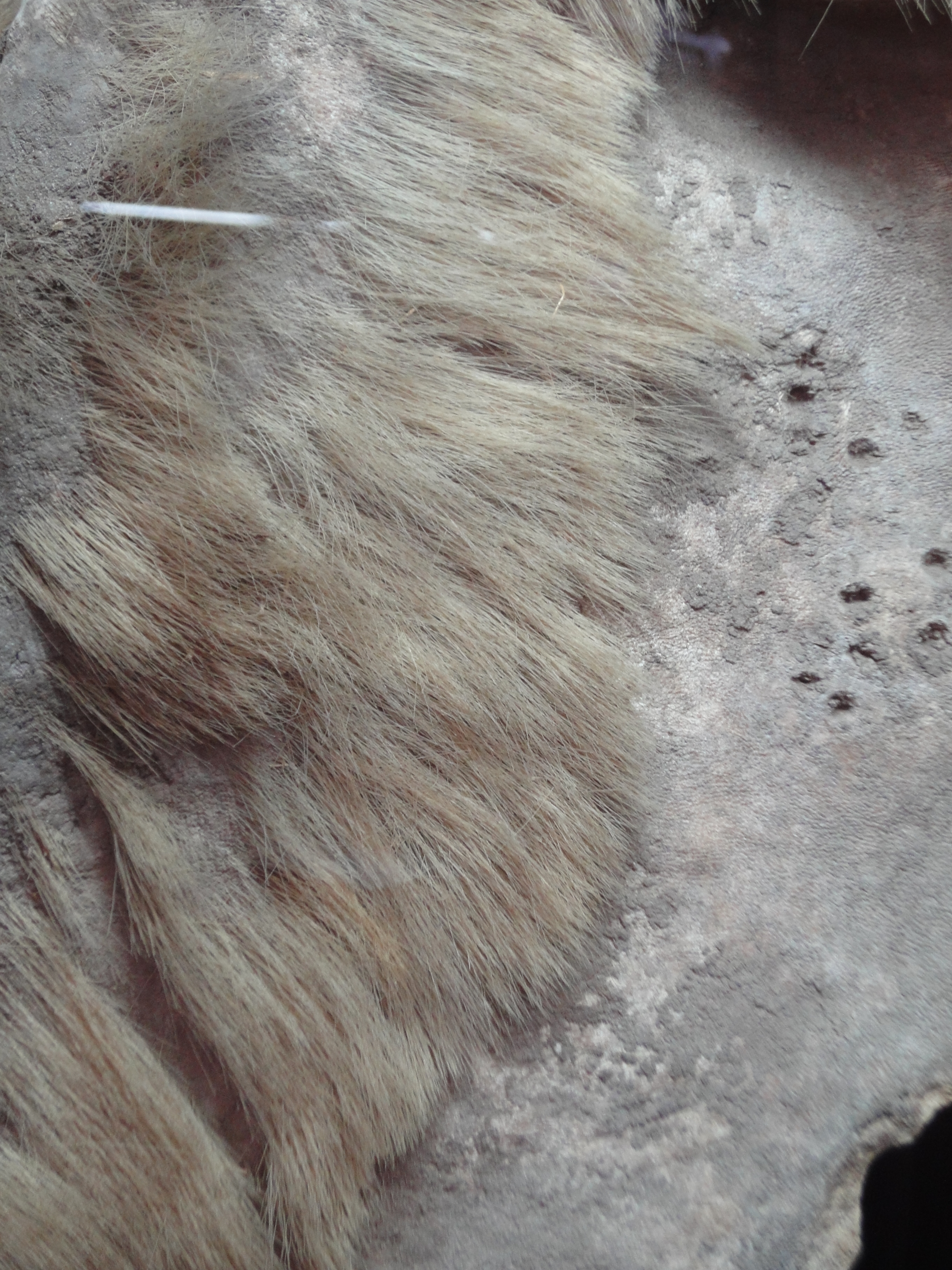
Detalle de la piel de Mylodon
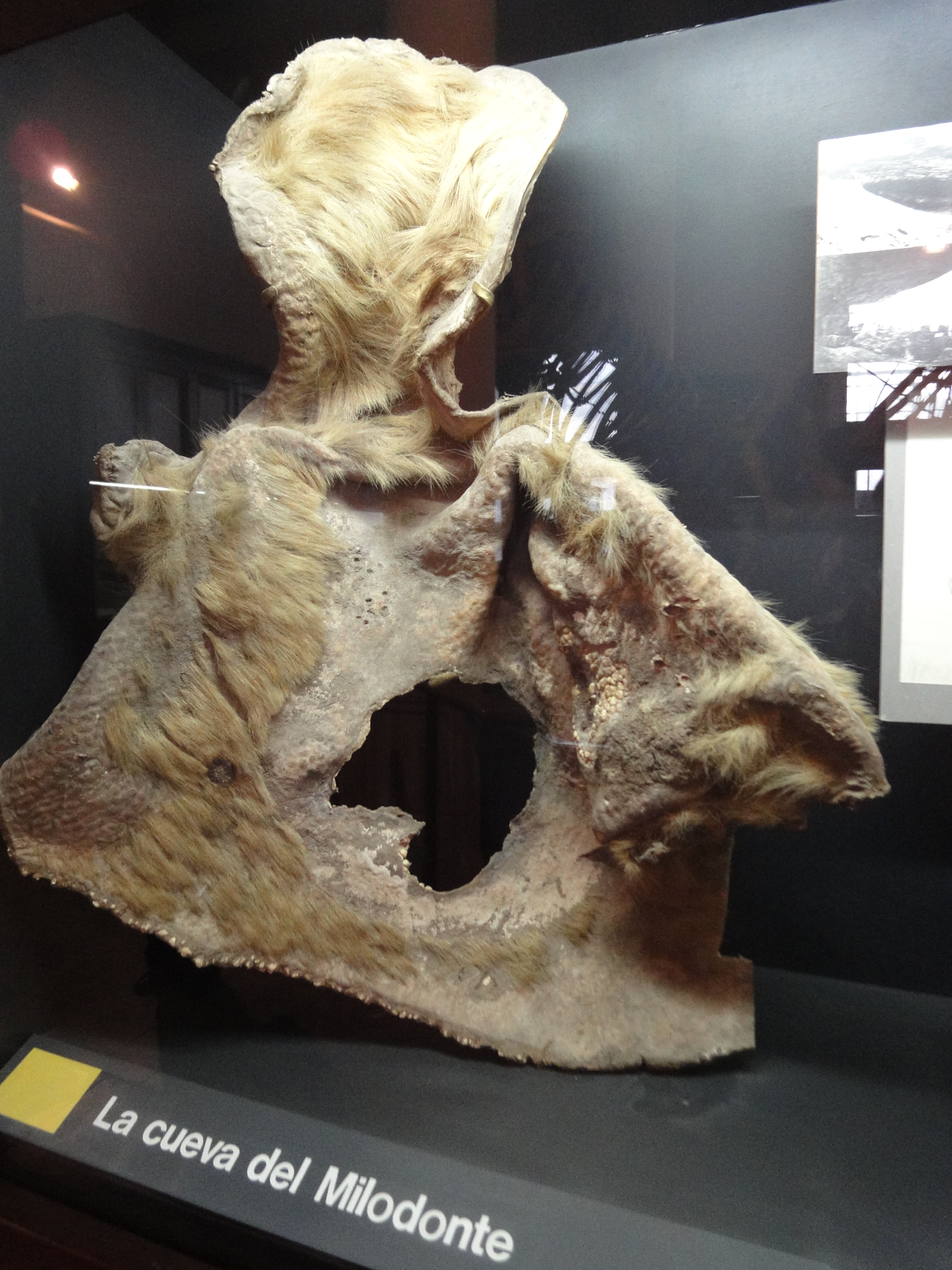
Cuero de Mylodon en el Museo de La Plata
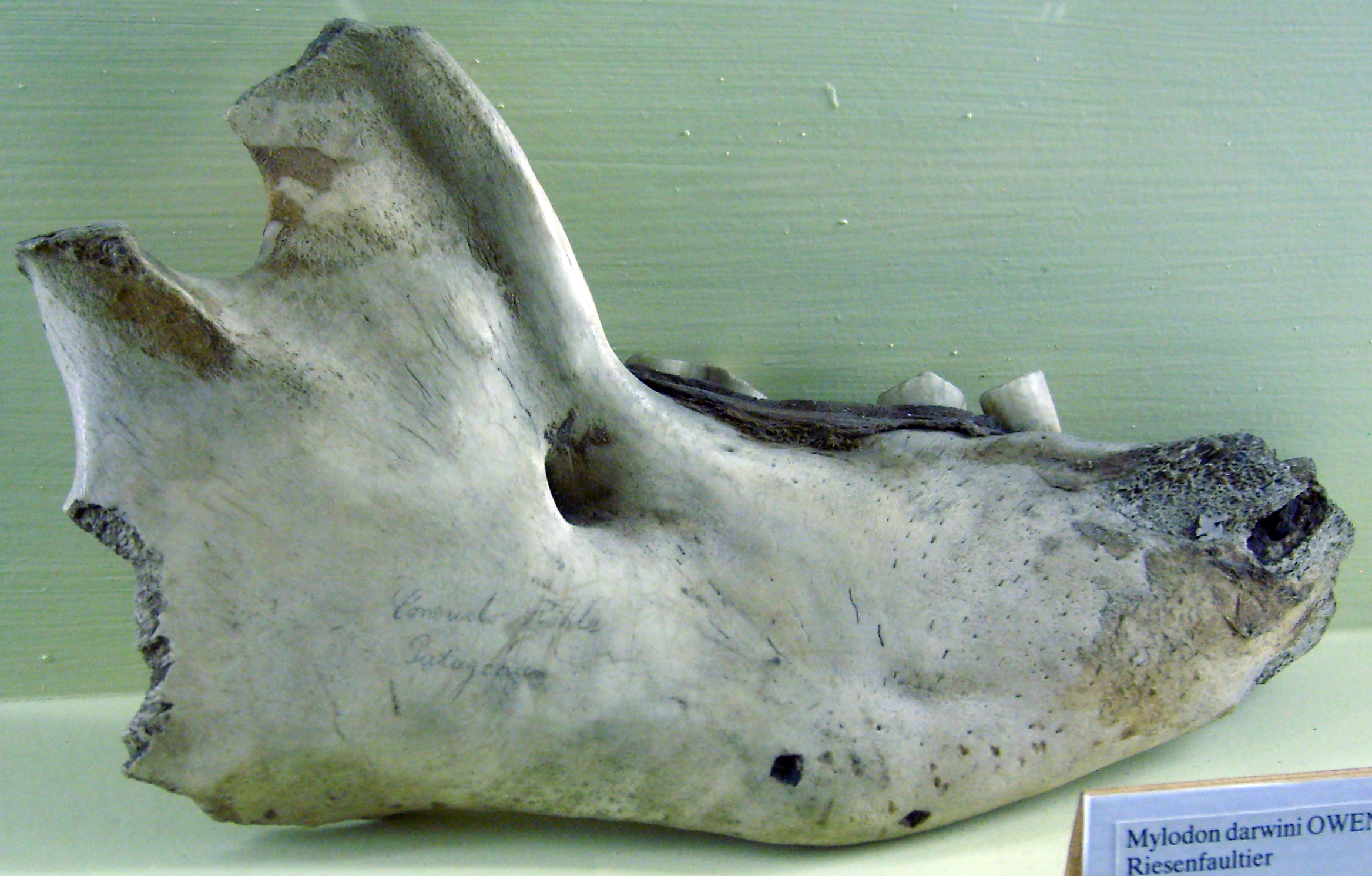
Mandíbula de Mylodon

## Turismo asociado

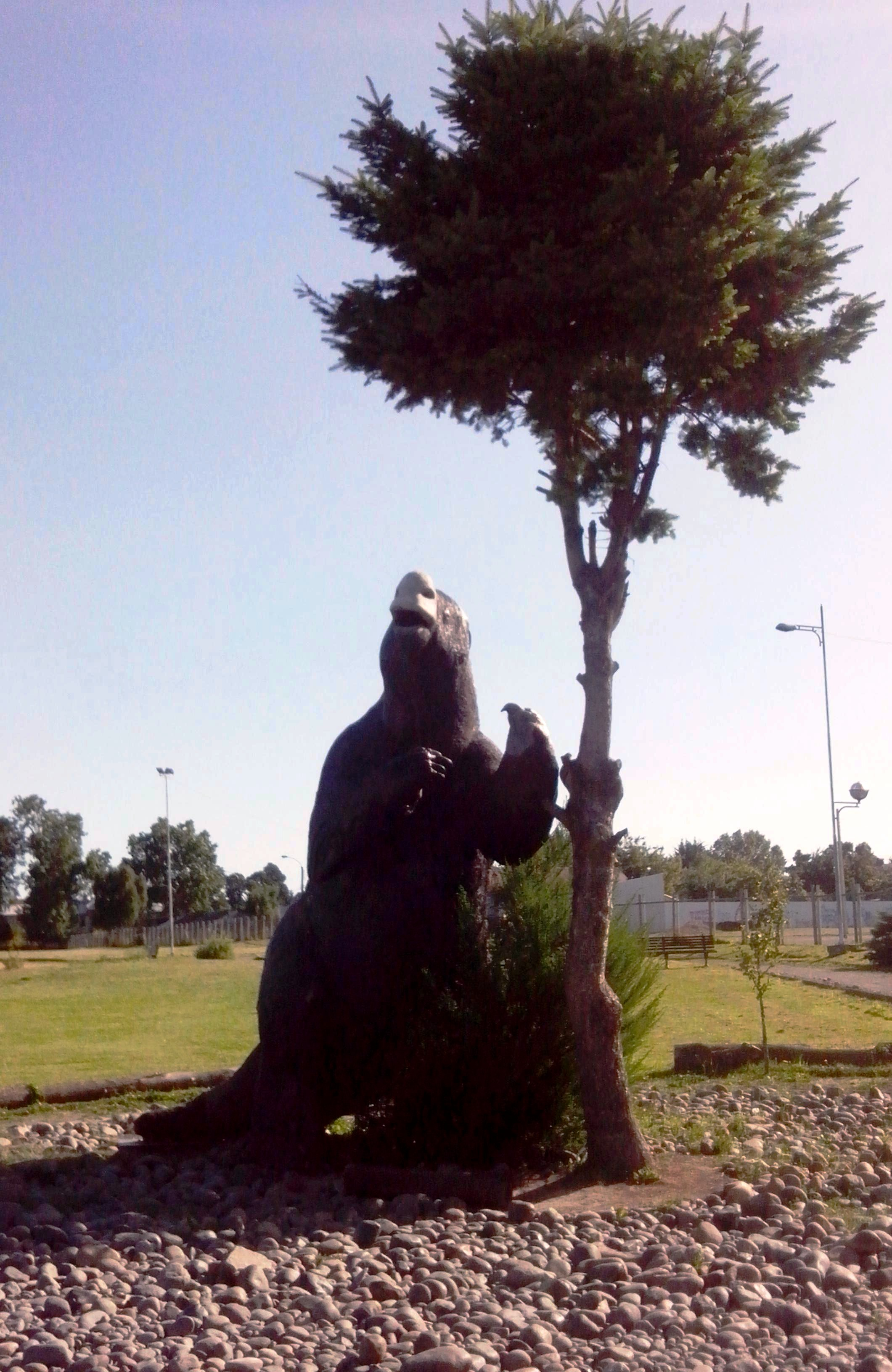
Escultura de un Milodón en el Parque Pleistocénico de Osorno (Parque Chuyaca - Osorno).

### La Cueva del Milodón

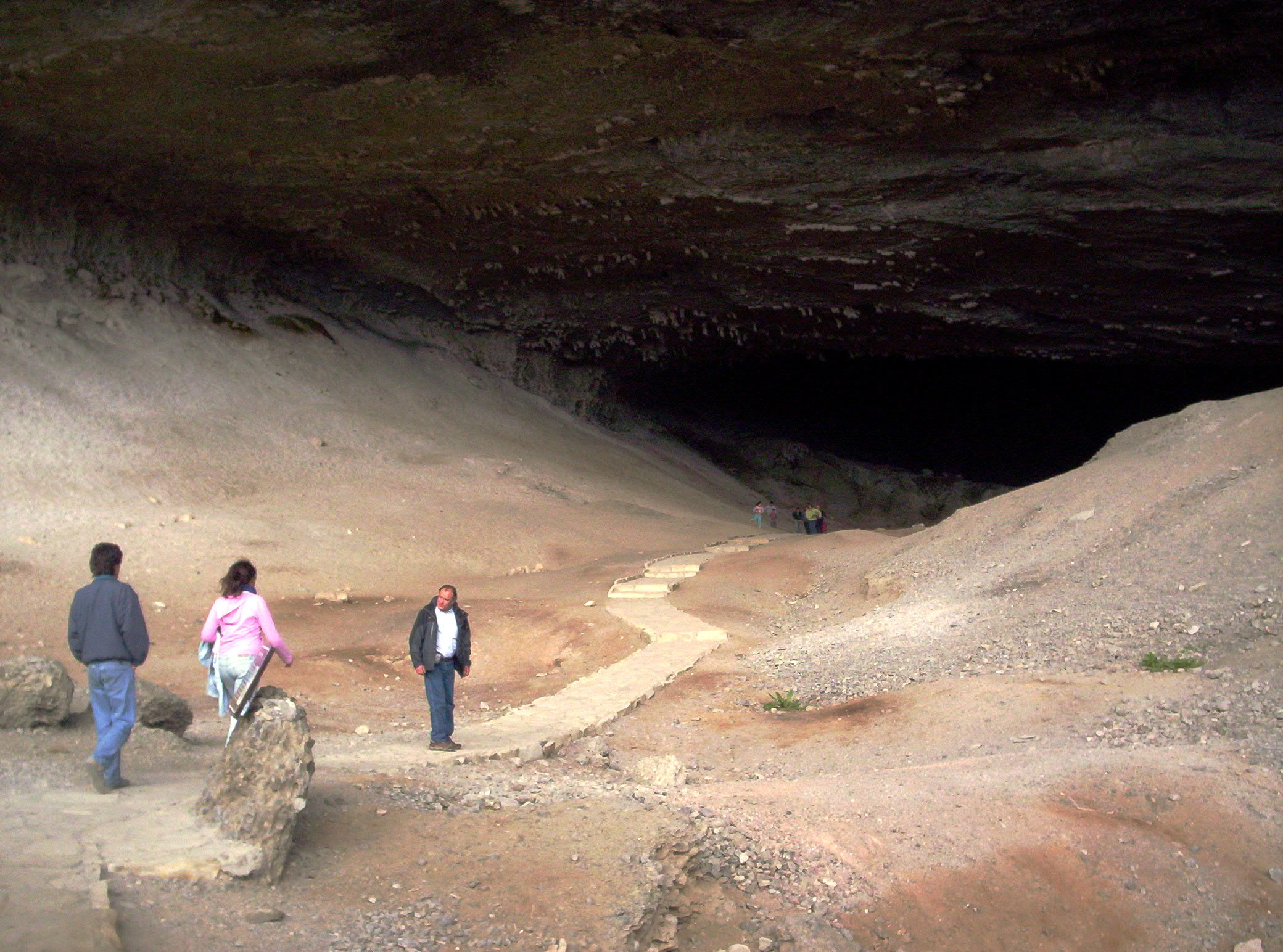
Monumento Natural Cueva del Milodón.

La Cueva del Milodón, también llamada Gruta Eberhard, mide 80 metros de longitud, 200 de profundidad y unos 30 metros de alto. Se encuentra 24 km al norte de Puerto Natales, al sur de Chile. A la entrada hay una réplica del milodón en fibra de vidrio y un museo con la historia paleontológica, arqueológica y morfológica del área, siendo el mismo un lugar turístico. Cabe destacar que en el lugar también se han encontrado abundantes restos de otras formas de fauna anterior a la llegada del hombre a América del Sur.

### Parque Pleistocénico de Osorno
El Parque Pleistocénico de Osorno, el cual tiene su origen en restos fósiles encontrados en el sitio arqueológico de Pilauco Bajo; destaca por réplicas a escala real de la megafauna extinta de Osorno, entre las que se encuentra igualmente una figura de un milodón.